# Hugo Nys
Hugo Nys (ur. 16 lutego 1991 w Évian-les-Bains) – monakijski tenisista, do roku 2019 reprezentujący Francję, reprezentant Monako w Pucharze Davisa.

## Kariera tenisowa
Status profesjonalny osiągnął w 2010 roku.
W grze podwójnej wygrał siedem tytułów o randze ATP Tour z piętnastu rozegranych finałów. Ponadto wygrał jedenaście deblowych turniejów cyklu ATP Challenger Tour.
W 2014 roku zadebiutował w imprezie Wielkiego Szlema podczas deblowego turnieju Rolanda Garrosa. Jego partnerem był wówczas Fabrice Martin. Para odpadła w pierwszej rundzie po porażce z duetem Andre Begemann–Robin Haase.
Od 2019 roku reprezentuje Monako w rozgrywkach Pucharu Davisa.
W 2023 roku, startując w parze z Janem Zielińskim, dotarł do finału wielkoszlemowego Australian Open w grze podwójnej. W decydującym meczu polsko-monakijska para przegrała z deblem Rinky Hijikata–Jason Kubler 4:6, 6:7(4).
Najwyżej sklasyfikowany był na 327. miejscu w singlu (29 lipca 2019) oraz na 12. pozycji w deblu (12 czerwca 2023).

### Historia występów wielkoszlemowych
Legenda
     W, wygrany turniej
     F, przegrana w finale
     SF, przegrana w półfinale
     QF, przegrana w ćwierćfinale
     xR, przegrana w x rundzie
     Qx, przegrana w x rundzie kwalifikacji
     A, brak startu
     NH, turniej nie odbył się

#### Gra podwójna
| Turniej         | 2010 | 2011 | 2012 | 2013 | 2014 | 2015 | 2016 | 2017 | 2018 | 2019 | 2020 | 2021 | 2022 | 2023 | 2024 | 2025 | Tytuły | Z–P     |
| --------------- | ---- | ---- | ---- | ---- | ---- | ---- | ---- | ---- | ---- | ---- | ---- | ---- | ---- | ---- | ---- | ---- | ------ | ------- |
| Australian Open | A    | A    | A    | A    | A    | A    | A    | A    | 2R   | 1R   | 3R   | 1R   | 1R   | F    | QF   | QF   | 0 / 8  | 14 – 8  |
| French Open     | A    | A    | A    | A    | 1R   | A    | A    | 1R   | 2R   | A    | 2R   | QF   | 3R   | 2R   | 3R   |      | 0 / 8  | 10 – 8  |
| Wimbledon       | A    | A    | A    | A    | A    | A    | A    | 3R   | 1R   | 2R   | NH   | 1R   | 2R   | 3R   | 1R   |      | 0 / 7  | 6 – 7   |
| US Open         | A    | A    | A    | A    | A    | A    | A    | A    | 1R   | 1R   | A    | 2R   | QF   | QF   | 2R   |      | 0 / 6  | 8 – 6   |
|                 |      |      |      |      |      |      |      |      |      |      |      |      |      |      |      |      |        |         |
| Bilans spotkań  | 0–0  | 0–0  | 0–0  | 0–0  | 0–1  | 0–0  | 0–0  | 2–2  | 2–4  | 1–3  | 3–2  | 4–4  | 6–4  | 11–4 | 6–4  | 3–1  | 0 / 29 | 38 – 29 |

### Finały w turniejach ATP Tour
| Legenda                                      |
| -------------------------------------------- |
| Wielki Szlem                                 |
| Igrzyska olimpijskie                         |
| Tennis Masters Cup / ATP Finals              |
| ATP Masters Series / ATP Tour Masters 1000   |
| ATP International Series Gold / ATP Tour 500 |
| ATP International Series / ATP Tour 250      |

#### Gra podwójna (7–8)
| Końcowy wynik | Nr | Data                 | Turniej                    | Nawierzchnia  | Partner                | Przeciwnicy                              | Wynik finału         |
| ------------- | -- | -------------------- | -------------------------- | ------------- | ---------------------- | ---------------------------------------- | -------------------- |
| Finalista     | 1. | 11 lutego 2018       | Montpellier                | Twarda (hala) | Ben McLachlan          | Ken Skupski Neal Skupski                 | 6:7(2), 4:6          |
| Zwycięzca     | 1. | 4 sierpnia 2019      | Los Cabos                  | Twarda        | Romain Arneodo         | Dominic Inglot Austin Krajicek           | 7:5, 5:7, 16–14      |
| Zwycięzca     | 2. | 2 maja 2021          | Estoril                    | Ceglana       | Tim Pütz               | Luke Bambridge Dominic Inglot            | 7:5, 3:6, 10–3       |
| Zwycięzca     | 3. | 23 maja 2021         | Lyon                       | Ceglana       | Tim Pütz               | Pierre-Hugues Herbert Nicolas Mahut      | 6:4, 5:7, 10–8       |
| Finalista     | 2. | 26 września 2021     | Metz                       | Twarda (hala) | Arthur Rinderknech     | Hubert Hurkacz Jan Zieliński             | 5:7, 3:6             |
| Finalista     | 3. | 31 października 2021 | Petersburg                 | Twarda (hala) | Andriej Gołubiew       | Jamie Murray Bruno Soares                | 3:6, 4:6             |
| Finalista     | 4. | 27 sierpnia 2022     | Winston-Salem              | Twarda        | Jan Zieliński          | Matthew Ebden Jamie Murray               | 4:6, 2:6             |
| Zwycięzca     | 4. | 25 września 2022     | Metz                       | Twarda (hala) | Jan Zieliński          | Lloyd Glasspool Harri Heliövaara         | 7:6(5), 6:4          |
| Finalista     | 5. | 28 stycznia 2023     | Australian Open, Melbourne | Twarda        | Jan Zieliński          | Rinky Hijikata Jason Kubler              | 4:6, 6:7(4)          |
| Zwycięzca     | 5. | 21 maja 2023         | Rzym                       | Ceglana       | Jan Zieliński          | Robin Haase Botic van de Zandschulp      | 7:5, 6:1             |
| Finalista     | 6. | 29 października 2023 | Bazylea                    | Twarda (hala) | Jan Zieliński          | Santiago González Édouard Roger-Vasselin | 7:6(8), 6:7(3), 1–10 |
| Zwycięzca     | 6. | 11 listopada 2023    | Metz                       | Twarda (hala) | Jan Zieliński          | Constantin Frantzen Hendrik Jebens       | 6:4, 6:4             |
| Zwycięzca     | 7. | 3 marca 2024         | Acapulco                   | Twarda        | Jan Zieliński          | Santiago González Neal Skupski           | 6:3, 6:2             |
| Finalista     | 7. | 21 kwietnia 2024     | Barcelona                  | Ceglana       | Jan Zieliński          | Máximo González Andrés Molteni           | 6:4, 4:6, 9–11       |
| Finalista     | 8. | 6 kwietnia 2025      | Marrakesz                  | Ceglana       | Édouard Roger-Vasselin | Petr Nouza Patrik Rikl                   | 3:6, 4:6             |